# David Couzinet
Pour les articles homonymes, voir Couzinet.
Pas d'image ? Cliquez ici

a Compétitions nationales et continentales officielles uniquement.

b Matchs officiels uniquement.
David Couzinet, né le 7 juin 1975 à Toulouse, est un joueur français de rugby à XV qui évolue au poste de deuxième ligne. Il a joué avec l'équipe de France et évolue avec le Stade toulousain, le SU Agen puis le Biarritz olympique.

## Biographie
David Couzinet dispute son premier test match le 3 juillet 2004 contre l'équipe des États-Unis.
En novembre 2005, il est sélectionné avec les Barbarians français pour jouer un match contre l'Australie A à Bordeaux. Les Baa-Baas s'inclinent 42 à 12.
Il est rappelé en équipe de France lors de la tournée 2008 en Australie, alors que les internationaux du Stade toulousain, de l'ASM Clermont Auvergne, de l'USA Perpignan et du Stade français disputent les demi-finales du Top 14 2007-08 dans leurs clubs respectifs.
En septembre 2021, il devient président de la structure amateur du Biarritz olympique après la démission de Sébastien Beauville, opposé à la politique du président de la structure professionnelle, Jean-Baptiste Aldigé. Il est accompagné de ses anciens coéquipiers Imanol Harinordoquy, élu vice-président, Jérôme Thion, trésorier, Dimitri Yachvili, Christophe Milhères, Jimmy Marlu et Benoît Baby pour mener l'opposition à l'équipe dirigeante actuellement à la tête de la structure professionnelle du BO. Le 15 décembre, ils sont confirmés dans leurs fonctions pour un mandat complet par un vote des adhérents (135 voix pour, 81 contre et 1 nul). Le 10 août 2023, Couzinet ainsi que son bureau composé d'Harinordoquy, Thion, Yachvili et Marlu démissionnent.

## Palmarès
- Coupe Frantz-Reichel :
  - Vainqueur (1) : en 1995 avec Toulouse
- Championnat de France de rugby à XV :
  - Vainqueur (3) en 2005 et 2006 avec Biarritz et en 1997 avec Toulouse
  - Finaliste (1) : en 2002 avec le SU Agen

## Statistiques

### En club
David Couzinet dispute 48 matchs en compétitions européennes, dont 30 matchs en Coupe d'Europe de rugby à XV avec Toulouse et Biarritz, et 18 matchs en Challenge européen avec Agen

### En équipe nationale
- 3 sélections
- Sélections par année : 2 en 2004, 1 en 2008

## Reconversion
David Couzinet gère le bar « Etxola bibi » à Biarritz et participe à l'encadrement de l'équipe Espoir du Biarritz olympique.